# Craig Joubert
Pour les articles homonymes, voir Joubert.
Craig Joubert, né le 8 novembre 1977 à Durban (Afrique du Sud), est un arbitre international professionnel sud-africain de rugby à XV et de rugby à sept.

## Biographie
Fils d'un arbitre régional, Craig Joubert débute l'arbitrage à l'âge de 15 ans après avoir joué demi d'ouverture pour l'équipe de son collège Maritzburg College à Pietermaritzburg. Après ses études, il travaille dans une banque de dépôt pendant cinq ans tout en continuant d'arbitrer avant de se consacrer à plein temps au métier d'arbitre. Il débute au plus haut niveau en arbitrant des tournois de rugby à sept dans le cadre du circuit de l'IRB Sevens World Series en 2003. Il officie lors de la finale de la coupe du monde de rugby à sept (Nouvelle-Zélande-Fidji) à Hong Kong en 2005. Il débute la même année dans le Super 12, succédant à son compatriote André Watson qui vient de prendre sa retraite internationale, et laisse une place libre pour un arbitre sud-africain (New South Wales Waratahs - Waikato Chiefs, 25-7).
Il arbitre son premier match international à XV le 31 août 2003 entre la Namibie et l'Ouganda. Son premier test d'importance survient le 4 juin 2005 lors du match entre les États-Unis et le pays de Galles. Il arbitre son premier match du Tournoi des Six Nations le 17 mars 2007 au Stade de France (France-Écosse). Il arbitre aussi le match du 9 juin 2007 au Westpac Stadium de Wellington lorsque la Nouvelle-Zélande fait subir au rugby français la plus lourde défaite de son histoire (61-10). Craig Joubert fait partie du panel retenu pour la coupe du monde 2007 en tant que juge de touche.
En 2010, il arbitre la finale du Super 14 entre les Stormers et les Bulls. En 2011, il fait partie des dix arbitres retenus pour la coupe du monde en Nouvelle-Zélande. Il y arbitre notamment la demi-finale entre la Nouvelle-Zélande et l'Australie ainsi que la finale entre la Nouvelle-Zélande et la France,. Ce dernier match lui vaut de nombreuses critiques de la part des joueurs français et d'une partie des presses française et internationale pour son arbitrage considéré comme trop laxiste envers les Néo-Zélandais,,, ,,,.
Il est désigné arbitre du Tournoi des Six Nations 2013. Son arbitrage est sujet à controverse lors du match Écosse-Galles et du match Angleterre-France.
Il fait partie des douze arbitres retenus pour la Coupe du monde 2015 en Angleterre. À l'issue du quart de finale entre l'Australie et l'Écosse, une nouvelle polémique éclate en raison de la pénalité victorieuse qu'il a accordé à l'Australie,,. L'organisme dirigeant du rugby mondial, World Rugby, déclare le lendemain qu'une mêlée aurait dû être sifflée à la place d'une pénalité, et que Craig Joubert s'est trompé dans son jugement. Il nuance cependant en précisant qu'il ne pouvait pas faire appel à la vidéo sur cette action.
En avril 2016, il fait partie des onze arbitres désignés pour arbitrer le tournoi masculin de rugby à sept aux Jeux olympiques 2016. Il devient alors entraîneur des jeunes arbitres à World Rugby.

## Statistiques d'arbitre
- 10 matchs du Tournoi des Six Nations (au 13-03-13) en tant qu'arbitre de champ.
- 6 matchs du Tri-Nations (au 13-03-13) en tant qu'arbitre de champ.